# Anton II. Zurlauben
Anton II. Zurlauben (* 1505 in Zug; † 1586) war ein Zuger Adeliger und französischer Söldnerführer. Er wurde als erstes Kind des Statthalters Oswald I. Zurlauben und der Verena Schell geboren.
Anton II. war zweimal verheiratet (mit Ursula Heinrich von Zug und mit Barbara Joerg von Zug).
Neben seiner Tätigkeit als Hauptmann in französischen Diensten war Anton II. Twingherr von Oberrüti, Pfleger von St. Wolfgang, Ungelter, Rat, Seckelmeister, Statthalter, Bauherr und Mitglied des Gross- und Wochengerichts, Geschichtsschreiber und Autor.